# وظيفة خلية بيتا البنكرياسية
وظيفة خلية بيتا البنكرياسية (مرادفاتها جيß أو نموذج تقييم الاتزان لخلايا بيتا أو سباينا-جي بيتا، إذا حُسبت من تراكيز الإنسولين والجلوكوز الصيامية) هي إحدى الشروط الأساسية للحفاظ على المستويات الطبيعية لسكر الدم، أي التنظيم الطبيعي لسكر الدم. تُعرّف على أنها القدرة الإفرازية للإنسولين، أي الحد الأقصى من كمية الإنسولين التي تنتجها خلايا بيتا في وحدة زمنية معينة.

## الفيزيولوجيا العامة والمرضية
تلعب خلايا بيتا دورًا رئيسيًا في توازن الجلوكوز. يعد الفقدان التدريجي لقدرة إفراز الإنسولين عيبًا رئيسيًا مرتبطًا بالانتقال من حالة سكر الدم الصحية إلى فرط سكر الدم، وهي سمة من سمات داء السكري غير المعالج. في سكري النمط الأول ومرض السكري البنكرياسي، يعد تدمير خلايا بيتا حدثًا أساسيًا من منظور حلقة الارتجاع. في سكري النمط الثاني، يعد خلل خلايا بيتا حدثًا أساسيًا أيضًا، ولكنه يتبع تطور مقاومة للإنسولين. قد تشارك أيضًا آليات أخرى، بما في ذلك السمية الشحمية والداء النشواني والإجهاد التأكسدي والأمراض المتقدرية وإجهاد الشبكة الإندوبلازمية والالتهاب. يعود سبب فقدان خلايا بيتا في داء السكري النمط الثاني بشكل أساسي إلى انخفاض عدد خلايا بيتا وليس حجمها. يصبح فرط سكر الدم هام سريريًا بمجرد أن يصبح فرط إفراز الإنسولين غير قادر على التغلب على مقاومة الإنسولين.

## تقييم وظيفة خلايا بيتا
يشكل قياس وظيفة خلايا بيتا تحديًا، بسبب صعوبة تقييم القدرة على إفراز الإنسولين. لذلك، طُورت طرق غير مباشرة للقياس. تشمل هذه الطرق اختبارات الوظائف الديناميكية والثابتة.

### اختبارات الوظائف الديناميكية
تشمل اختبارات الوظائف الديناميكية لخلايا بيتا ما يلي:
اختبار تحمل الجلوكوز الفموي
اختبارات تحمل الجلوكوز الوريدي
اختبارات تحمل الوجبات
تقنية مشبك الجلوكوز

### اختبارات الوظائف الثابتة
تشمل اختبارات الوظائف الثابتة لتقييم وظيفة خلايا بيتا ما يلي:
نسبة الإنسولين إلى الجلوكوز
نسبة الإنسولين إلى الجلوكوز المعدلة
نموذج تقييم الاتزان لخلايا بيتا
سباينا-جي بيتا

## التحديات والقيود
يتطلب قياس وظيفة خلايا بيتا تحديد معدل الإفراز بالنسبة لتركيز الجلوكوز السائد. لذلك، هناك حاجة إلى نموذج رياضي يربط الدورات الزمنية لإفراز الإنسولين وتركيز الجلوكوز ضمن علاقة سببية آلية.
بالإضافة إلى ذلك، يجب تحديد وظيفة خلايا بيتا في ضوء الحساسية السائدة للإنسولين. يعد هذا الأمر ضروريًا نظرًا لأن كتلة خلايا بيتا تتعدل وفقًا لما يتطلبه التعويض الديناميكي، ما يؤدي إلى ظهور علاقة زائدية بين الحساسية للإنسولين ووظيفة خلية بيتا. في حالة وجود مقاومة للإنسولين، تتكاثر خلايا بيتا وترتفع قدرتها الإفرازية تباعًا. أحد الاحتمالات لتدارك هذه العلاقة هو اللجوء إلى تطبيع وظيفة خلايا بيتا على أساس مقياس التصريف. يُفترض أن يكون مؤشر التصريف، الذي يُحسب من جداء الحساسية للإنسولين ووظيفة خلية بيتا، ثابتًا أثناء تطور المقاومة للإنسولين. يُفترض بشكل عام أن تحمل الجلوكوز لدى الفرد مرتبط بمؤشر التصريف. في هذا النموذج، يتم تمثيل القيم المختلفة لتحمل الجلوكوز بواسطة عدة قطوع زائدة، بحيث يبقى ناتج جداء الحساسية للإنسولين ووظيفة خلية بيتا ثابتًا ضمن إطار القطع الزائد.
باختصار، لتقديم تفسير آلي هادف لتوازن النسب بين الإنسولين والجلوكوز، يجب تقييم وظيفة خلايا بيتا والحساسية للإنسولين في نفس الوقت، ومن الضروري تفسير جميع الملاحظات في سياق الحساسية للإنسولين أو مقاومته.